# Karl Emanuel II.

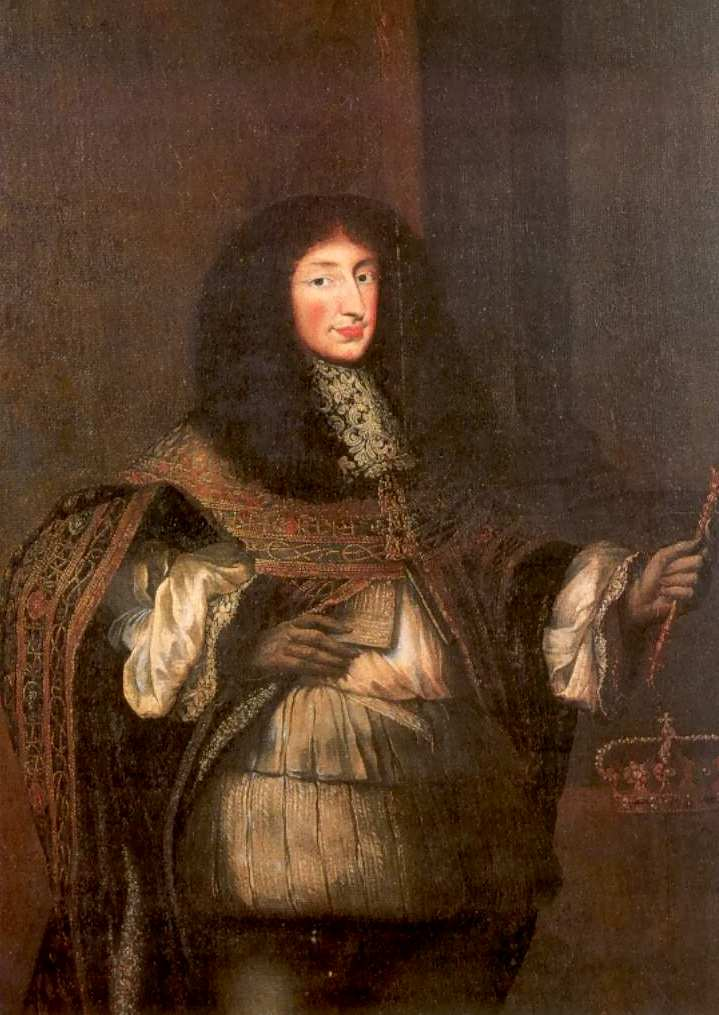
Herzog Karl Emanuel II. von Savoyen

Karl Emanuel II. von Savoyen (italienisch Carlo Emanuele II di Savoia; * 20. Juni 1634 in Turin; † 12. Juni 1675 ebenda) war Herzog von Savoyen, Fürst von Piemont, Markgraf von Saluzzo, Graf von Aosta, Moriana, Asti und Nizza und Titularkönig von Zypern und Jerusalem
(1638–1675).

## Leben
Karl Emanuel II. wurde als dritter Sohn von Viktor Amadeus I. von Savoyen und dessen Gemahlin Christina von Frankreich geboren. Seine mütterlichen Großeltern waren Heinrich IV. und dessen zweite Frau Maria de’ Medici. 1638 folgte er seinem älteren Bruder Francesco Hyacinth, der im Alter von sechs Jahren gestorben war, mit vier Jahren als Herzog von Savoyen nach.
Seine machtbewusste Mutter regelte bis 1648 als Regentin, danach in seinem Namen die Staatsangelegenheiten ihres Sohnes, der weit ab vom Regieren ein Leben des Vergnügens führte. Erst nach dem Tod seiner Mutter im Jahr 1663 übernahm er die Amtsgeschäfte. Karl Emanuel bemühte sich, sein Land gegen den Einfluss des mächtigen Nachbarn Frankreich zu behaupten. 1672/73 trug er gegen Genua einen Krieg aus, um an der ligurischen Küste einen Meereszugang zu erlangen. Dieses Unterfangen missriet jedoch. Er verfolgte die protestantischen Waadtländer, was den Protest Cromwells zur Folge hatte.

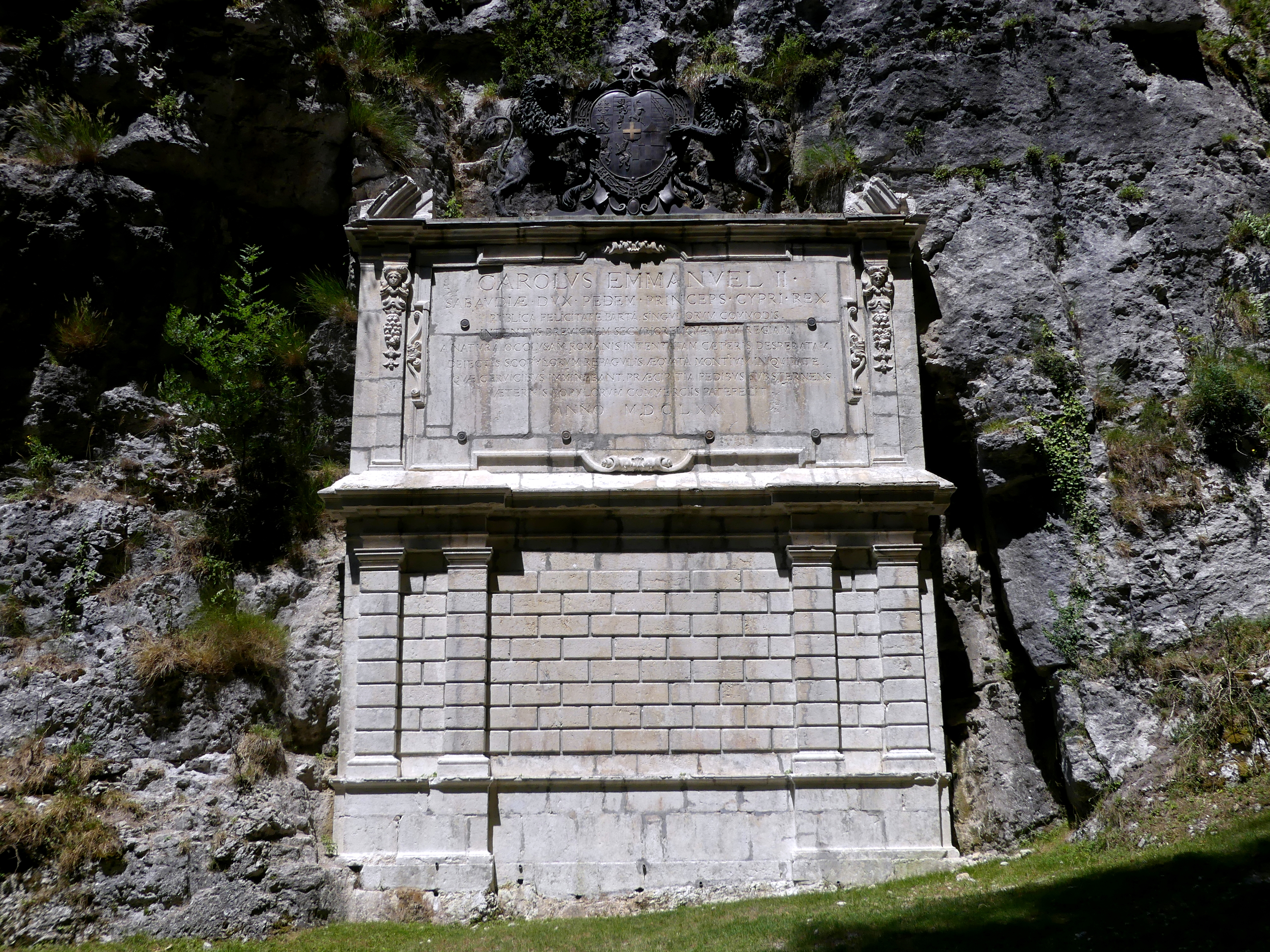
Carolus Emmanuel II weihte anno 1670 den wiederhergestellten, ursprünglich vom antiken Rom konstruierten Alpenübergang ein.

Er förderte den Handel, baute den Hafen von Nizza aus und trug zum Reichtum im Herzogtum bei. Die Armee, bis dahin aus Söldnern bestehend, ersetzte er durch ein stehendes Heer. Zudem errichtete er von Oberitalien aus einen Alpenübergang in Richtung Frankreich, den sogenannten Chemin des Grottes des Échelles.

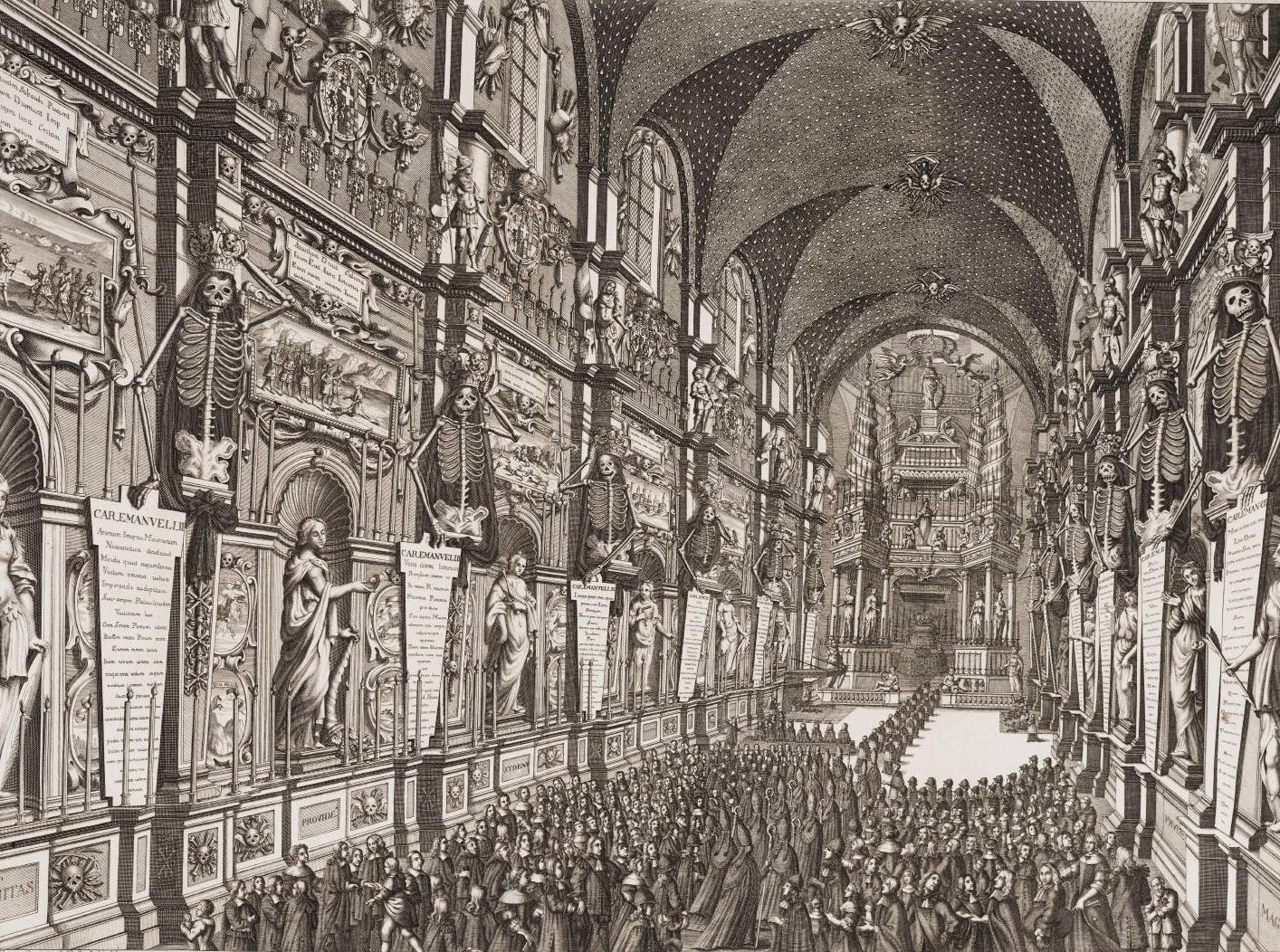
Beerdigung Karl Emmanuel II.

## Ehe und Nachkommen
In erster Ehe vermählte er sich 1663 mit Françoise Madeleine d’Orléans, Tochter von Gaston de Bourbon, duc d’Orléans, und Margarete von Lothringen. In zweiter Ehe heiratete er 1665 Maria Baptista von Savoyen-Nemours, mit der er den Sohn Viktor Amadeus II., den späteren König von Sardinien, hatte. Er bestellte unter anderem den Schriftsteller Emanuele Tesauro als Erzieher seiner Kinder an den Hof.
Karl Emanuel II. war Vater der unehelichen Kinder
- Cristina Ippolita († 1730) ⚭ 1686 Carlo Ferrero-Fieschi, Fürst von Masserano
- Luisa Adelaide (1662–1701), war eine Nonne
- Giuseppe de Trecesson (1664–1735/6), war Abt von Six und Lucedo
- Carlo Francesco († 1749),  Graf delle Lanze, und
- Carlo († nach 1740), Graf von Sales